# Buckó
A Buckó (eredeti címén Q Pootle 5) német–brit televíziós 3D-s számítógépes animációs sorozat. Eredetileg a CBeebies sugározta, míg Magyarországon az állami gyerekcsatorna, az M2 tűzte műsorra. A Kölyökklub is műsorra tűzte 2025. január 29-én.

## Ismertető
Valahol, a hatalmas világűrben, létezik egy varázslatos bolygó, Okidoki. Itt él Buckó, a kalandvágyó és vidám zöld földönkívüli. Miniatűr UFO-jával felfedez különleges dolgokat az űrben. A kalandok során gyakran segítik barátai, Hopszi, Eddi, Stella, Ray, Groobie és Kom-A is.

## Szereplők

### Főszereplők
- Buckó (Q Pootle 5) – A barátságos, zöld idegen, aki egy csészealjban száguldozik az űrben. Sokat szórakozik barátaival.

- Hopszi (Oopsy) – Buckó legjobb barátja, egy rózsaszín, hosszú hajú idegen. Ő egy lefelé fordított rakétával közlekedik, s nagyon szeret rajzolni.

- Eddi – A kétfejű, lila idegen. Nagyon sokat beszél magáról, de nem olyan magabiztos, mint a többi szereplő. Szeret rakétákat bütykölni.

- Stella – Ő egy sárga és rózsaszín űrlény, aki gumicsizmát visel. Egy faházban él, s imád kertészkedni, de szeret a dudájával játszani, amikor van rá lehetősége.

- Ray – Ray egy nagy kék madár. Stellával él, és néha kicsit morcos. Fél a magasságtól, s nem szereti Stella dudáját.

- Groobie – Groobie a banda legrégebbi tagja. Ő egy narancssárga űrlény, vastag lila szemöldökkel. Néha kicsit feledékeny. Egy kunyhó előtt él, gyakran megfordul a zsibvásárban. Mindenki szeret gyülekezni körülötte, mert ő készíti a legjobb turmixot a galaxisban.

- Kom-A (Bud-D) – Kom-A Groobie robotja. Ő lelkes és jó szándékú, de gyakran hibásan működik.

- Planet Dave – Bolygó Dani Okidoki kilátójában él. Nagyon idős.

### Mellékszereplők
- Roy – Roy egy türkiz madár, Ray barátja.

- Maurice – Maurice egy hernyó, akit Stella talált a növényben, amelyet Buckó adott neki.

- Planet Roger – Planet Roger nem látható a sorozatban, de az egyik részben Groobie felolvas egy levelet, amit Dani küld Roger-nek.

- Üstökös Gordon – Üstökös Gordon 3 millió évente meg szokta látogatni Bolygó Danit.

## Epizódok
1. A nagy űrverseny
2. Estkörte-piknik
3. 3
4. Vendég a háznál
5. Ki van a képen?
6. Kom-A rendet tesz
7. Hol van Ray?
8. Eddi kalapja
9. Új fazon
10. Sportnap
11. Groobie, a megmentő
12. Hopszi, a rakéta-madár
13. Ray napja
14. Kincskeresők
15. Buckó kétszer
16. Okidoki végveszélyben
17. Micsoda hőség!
18. Magas hangok
19. A világ legnagyobb festménye
20. Hopszi fordított napja
21. Repülési gyakorlat
22. Hopszi harangszója
23. Felfedezőtúra
24. Vigyázz, szikla!
25. Látogató az űrből
26. Groobie gyorsmosója
27. Az éneklő völgy
28. Virágok hatalma
29. Ray és Roy
30. Egy ködös nap
31. Nyolc szemű izé a hetes galaxisból
32. A legerősebb mágnes
33. Csuklik az űrhajó
34. Éjszakai hangok
35. Szülinapi kavarodás
36. Buckó új űrhajója
37. Fények az űrben
38. Kom-A, a zenegép
39. Hopp, hopp, hopp
40. Fontos hívások
41. Maurice
42. Forgószélben
43. Bett-I
44. Szökevény rakéta
45. Titok-túra
46. Hopszi meséje
47. Titokzatos tárgy az űrből
48. Kráter-buborékok
49. Kom-A rakétája
50. Gordonra várva
51. Rakéta távirányító
52. Egy különleges hely